# Jan Pałka
Jan Maria Pałka (ur. 1 lipca 1945 w Kościaniezm. 22 stycznia 2022 w Poznaniu) – polski etnograf, dyrektor Instytutu im. Oskara Kolberga.

## Życiorys
W 1977 ukończył studia etnograficzne na Uniwersytecie Adama Mickiewicza w Poznaniu (praca magisterska pod kierunkiem prof. Józefa Burszty: „Rybołówstwo jeziorne we współczesnym życiu wsi Sominy na Kaszubach”). Był wieloletnim dyrektorem Instytutu im. Oskara Kolberga w Poznaniu. Zajmował się opracowywaniem spuścizny pisarskiej Oskara Kolberga oraz działalnością wydawniczą. Odznaczony został w 2015 Srebrnym Medalem „Zasłużony Kulturze Gloria Artis”, w dowód uznania dla jego ogromnego wysiłku w opublikowanie i upowszechnienie spuścizny Oskara Kolberga.
Został pochowany 7 lutego 2022 na Cmentarzu na Miłostowie.
Miał żonę, Aleksandrę.